# Crossyne
Crossyne es un género  de plantas herbáceas, perennes y bulbosas perteneciente a la familia Amaryllidaceae. Comprende dos especies originarias de la provincia del Cabo en Sudáfrica.

## Descripción
Son plantas perennes herbáceas que alcanzan un tamaño de  hasta 50 cm de altura. Tienen un bulbo con un diámetro de 10 cm a 13 cm y por lo general no sobresalen de la tierra. Los bulbos están cubiertos con frágiles túnicas. Son geófitas, las hojas se secan durante el período de floración en la estación seca. Tiene sólo de cuatro a seis hojas, en más o menos dos hileras generalmente basales y  más o menos postradas y son sésiles. Las láminas foliares simples son amplias en forma de banda y paralelas. El margen de la hoja tiene largos pelos erizados ( tricomas ). La superficie inferior de la hoja puede estar cubierta con manchas rojizas.

## Taxonomía
El género fue descrito por  Richard Anthony Salisbury y publicado en  The Genera of Plants 116. 1866.

## Especies
Las especies del género, conjuntamente con la cita válida y su distribución geográfica, se listan a continuación:
- Crossyne flava (W.F.Barker ex Snijman) D.Müll.-Doblies & U.Müll.-Doblies, Feddes Repert. 105: 358 (1994). Oriunda del oeste de la provincia del Cabo.
- Crossyne guttata (L.) D.Müll.-Doblies & U.Müll.-Doblies, Feddes Repert. 105: 357 (1994). Originaria del sudoeste de la provincia del Cabo.